# IC 3332
IC 3332 ist eine kompakte Galaxie im Sternbild Coma Berenices am Nordsternhimmel. Sie ist schätzungsweise 621 Millionen Lichtjahre von der Milchstraße entfernt.
Das Objekt wurde am 23. März 1903 von Max Wolf entdeckt.